# 体軸

ヒトの体軸。一般的な哺乳類とは異なり、直立しているため背腹軸が前後軸となる。

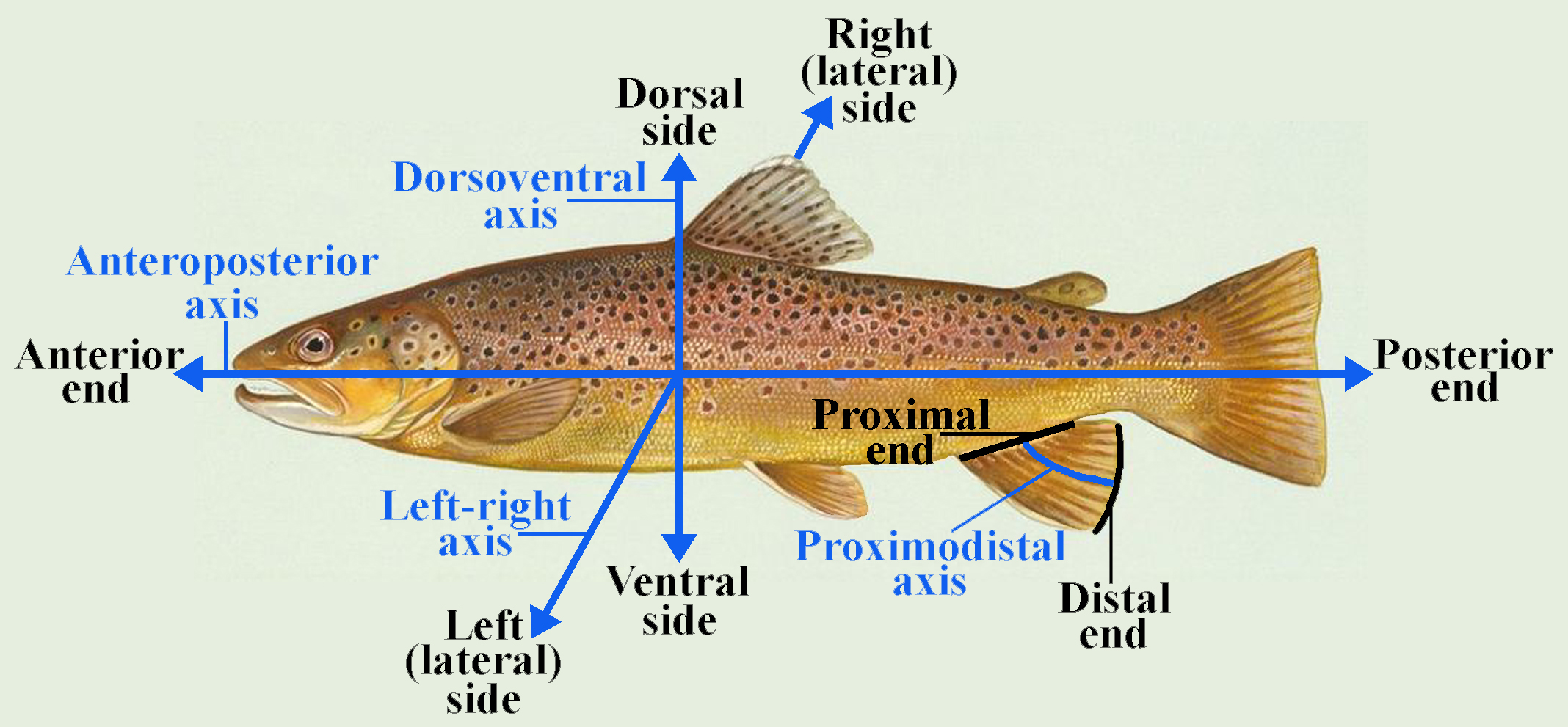
魚（脊椎動物）の体軸。

動物における体軸（たいじく、英語: body axis）は、生物体においてある方向への極性がある場合、仮想的な軸を想定しうる状態のことを軸性（じくせい、axiality）というが、その軸のことを指す。また体軸は、「体軸を含む特定の面を挟んで動物が相称となる直線」と解釈することもできる。極性が現れ、軸を想定しうる状態になることを軸設定（じくせってい、axiation）という。体軸の対称性は新ヘッケル学派において、体制の構成要素として重要なものの1つと考えられてきた。
最も基本的な軸を主軸（しゅじく、main axis, principal axis）といい、普通長軸である。動物の主軸は一般的に口と関係が深く、放射相称動物（有櫛動物・刺胞動物）では上下軸、左右相称動物では頭尾軸（前後軸）である。主軸に付随する軸を副軸（ふくじく、accesory axis, secondary axis）という。放射相称動物の放射軸や左右相称動物の背腹軸や正中側方軸がこれに当たる。
左右相称動物の体軸の向きには前後軸（頭尾軸）、背腹軸、左右軸の3つの基本的な軸がある。動物のパターン形成において、体軸の決定など細胞に位置情報を与える機能をもつ物質をモルフォゲンと呼ぶ。

## 前後軸
前後軸（ぜんごじく、antero-posterior axis）は動物の体制の基本となる軸で、明瞭な背腹軸のない刺胞動物にも見られ、頭部（口）から尾部（肛門）を貫いている。頭尾軸（とうびじく、cranio-caudal axis）、一次軸、吻尾軸（ふんびじく、rostro-caudal axis）とも呼ばれる。
前後軸において、一方を前方（ぜんぽう、adj. anterior）、他方を後方（こうほう、adj. posterior）という。また、頭尾軸においては、一方を頭側（とうそく、adj. cranial）、他方を尾側（びそく、adj. caudal）という。
前後軸の形成にはほとんどの動物で Wnt と呼ばれる細胞外分泌性因子（リガンド）が関わっており、尾部側でWnt、頭部側でWnt拮抗因子が発現している。例えば、脊椎動物の中枢神経系は頭尾軸に沿って前脳、中脳、後脳、脊髄に分化するが、Wnt 活性が低いと前脳領域が、高いと脊髄領域が形成される。コオロギ（節足動物）やプラナリア（扁形動物）、刺胞動物でもWntリガンドが尾部側の形成に機能しており、Wnt は多くの動物の前後軸決定に機能している。
それに対し、同じ節足動物でもショウジョウバエでは、初期胚において細胞膜の存在しない合胞体として発生する（表割）ため、Wnt のような分泌性因子の濃度勾配ではなくビコイド (bicoid) というホメオドメインを持つ転写因子がタンパク質レベルで頭尾軸に沿って濃度勾配を形成し、形態形成が行われる。また、前後軸に沿った分節の形成にも Hox クラスター遺伝子が働いている。Hox クラスターは Hox 遺伝子が染色体上に並んでコードされているもので、ホメオドメインと呼ばれるDNA結合ドメインを共通に持っている。Hox クラスターが胚発生が進むにつれ、遺伝子座の3'-側から順に前後軸に沿って分節的に発現することで前後軸に沿ったそれぞれの位置に固有な形態が形成される。Hox 遺伝子群は海綿動物をのぞくほぼすべての後生動物が持っている。

## 背腹軸
背腹軸（はいふくじく、dorso-ventral axis）も動物の体制の基本となる体軸で、背側と腹側を結ぶ軸である。背腹軸は副軸である。厚軸（こうじく、独: Dickenachse）、矢状軸（しじょうじく、sagittal axis、独: Pfeilachse）とも呼ぶ。
背腹軸において、一方を背側（はいそく、せがわ、adj. dorsal）、他方を腹側（ふくそく、はらがわ、adj. ventral）という。
多くの動物では、細胞外に放出される BMP（骨形成因子）というリガンドとコルディン (Chordin) などの BMP 拮抗因子によってつくられる BMP 活性の濃度勾配によって形成される。特に、扁形動物、節足動物、棘皮動物、脊椎動物において、BMP が背腹軸の形成に関与していることが示されており、外胚葉は BMP 活性が高いと表皮に、低いと神経に分化する。19世紀前半から脊椎動物と他の動物では背腹軸に沿った器官配置が反転していることが指摘されていたが、実際に脊椎動物で BMP が腹側で発現し、背側でコルディンなどが発現しており、節足動物では背側で BMP に相同な分子が、腹側で BMP 拮抗因子に相同な分子が発現していることが分かっている。ショウジョウバエ（節足動物）では背側を決めるのが、TGF-β スーパーファミリーに属し BMP と完全に相同な Dpp (Decapentaplegic) タンパク質の濃度勾配とスクリュウ (Scw, Screw) である。Dpp の濃度勾配の境界は Dpp/Scw に結合して活性を阻害する、コルディンと相同な Sog を介して形成される。逆にショウジョウバエにおける腹側を決めるのは dorsal 遺伝子で、細胞性胞胚期において腹側に転写因子ドーサルタンパク質 (Dorsal) が多く分布し、背側への分化を抑制する。昆虫の卵では背腹軸は受精前から決定されているのに対し、両生類（脊椎動物）では背側は受精の際、精子の侵入と反対側に灰色三日月環が形成され、そこから原腸陥入が起こって背側となる。将来の背側領域で Wnt シグナル伝達系のディシェベルド (Dsh, Dishevelled) が活性化して他の因子を活性化し、反応の下流でオーガナイザーを誘導する。
さらに、脊椎動物の神経管の背腹軸は、胚の背腹軸形成の完成後に進行するが、神経管の腹側領域（フロアプレート）や脊索で Shh (sonic hedgehog) タンパク質、Wnt 拮抗因子、BMP 拮抗因子が発現し、これらの濃度勾配によって神経管内で下流標的因子の発現活性が活性化または抑制されることで種々の神経細胞が分化する。最も BMP 活性が高い背側では Msx 陽性の神経前駆細胞、続いて Gsh 陽性の神経前駆細胞、更に Shh が発現する最も腹側では Nkx 陽性の神経前駆細胞が背腹軸に沿って形成される。これらの発現パターンは左右相称動物の中枢神経系で広く保存されている。

## 左右軸

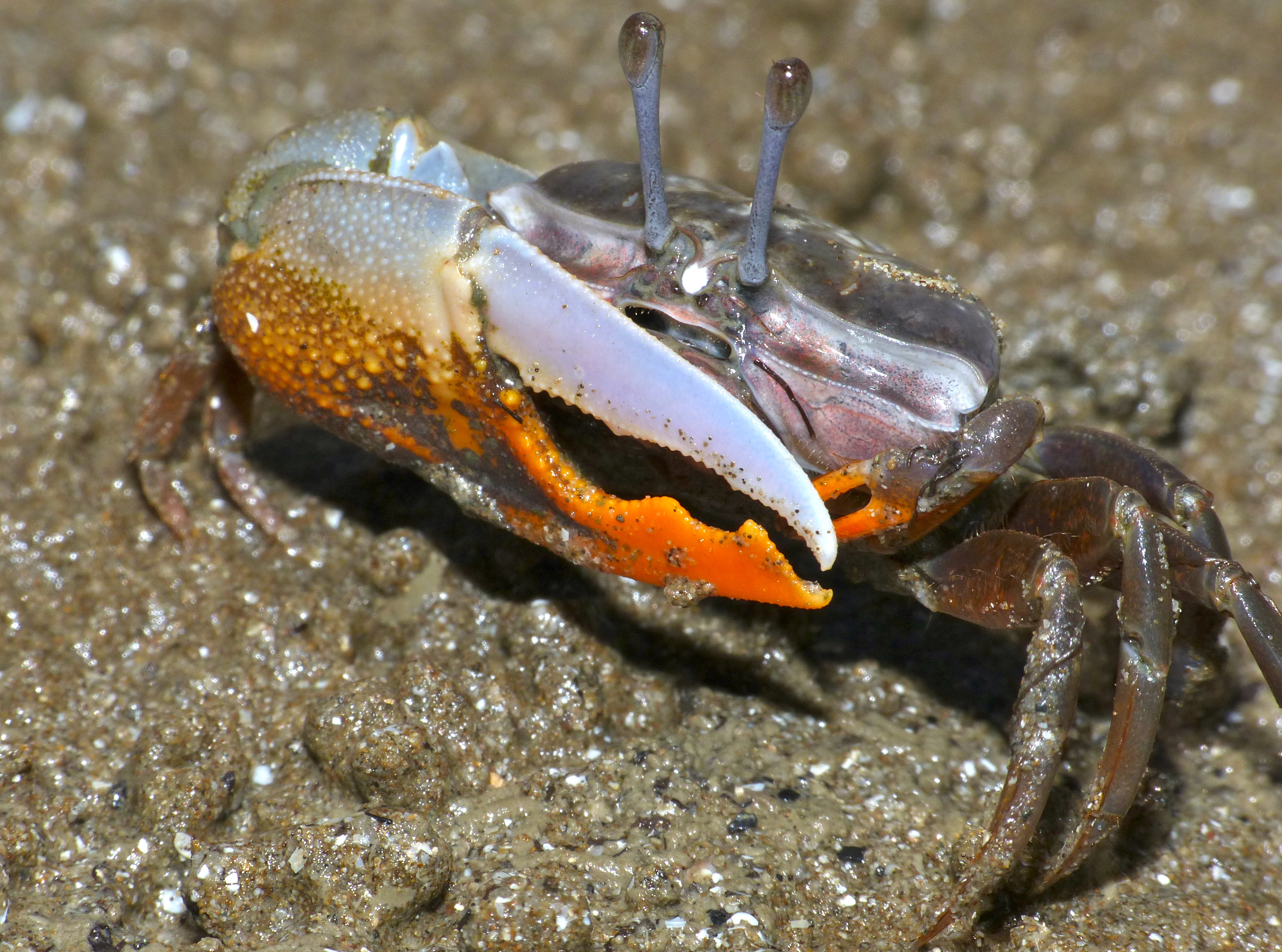
ヒメシオマネキ の鋏脚は左右性を示す。

左右軸（さゆうじく、left-right axis）は動物の3体軸のうち最後に決まる軸である。正中面を挟んで左右相称な体制を持つ左右相称動物において、その器官などの形態や配置、性質などに左右差がみられることを左右性（left- and right-handedness、左右非対称性、左右非相称性）と呼ぶ。左右非対称性が生じるメカニズムは進化的に多様で、動物によってその形成時期も異なっている。顕著な例としては、シオマネキの鋏脚の大きさや、巻貝の巻型、脊椎動物の内臓の配置などが挙げられる。
左右軸において、一方を左側（ひだりがわ、adj. left, sinister）、他方を右側（みぎがわ、adj. right, dexter）という。

### 脊椎動物
脊椎動物ではまず初期胚の中央部で繊毛の回転により左右対称性が破られ、左側の中胚葉（側板）で Nodal および Lefty といったシグナル分子が活性化することで、腹腔内で心臓や消化管などの臓器が非対称な形と位置で形成される。Nodal は TGF-βファミリーの液性因子である。
多くの脊椎動物では初期神経胚（体節期）において、中軸組織（正中組織、脊索）の後端に哺乳類では結節（ノード）、鳥類ではヘンゼン結節、魚類ではクッパー胞などの有毛細胞を有する小胞器官が存在し、そこから左右軸形成のプログラムが開始する。哺乳類のノードの底面の細胞は1本の繊毛を持ち、各繊毛は時計回りに回転するが、回転軸が体の後方に偏っているため、ノードの中で左向きの水流（ノード流）を生じる。両生類や魚類でも同様に対称性の破れが生じる。しかし、ニワトリのノードでは回転する繊毛が見られず、ノード周辺での一方向性の細胞移動が対称性を破ると考えられている。
左向きの水流はノード脇に存在する不動繊毛に働きかけてシグナルを入力し、左側の不動繊毛を持つ細胞内の活性型 Nodal タンパク質を増加させることでここで分子レベルの左右非対称性が生じる。左のノード脇の細胞から分泌された活性型 Nodal タンパク質は体の左側方への運搬され、左側の側板中胚葉に到達し、nodal 遺伝子の発現がオンになることで側板中胚葉での圧倒的に非対称な nodal 発現が誘起される。左側側板中胚葉においては Nodal シグナルが前方に向かってポジティブフィードバック機構によって前方に増幅される。また、Nodal タンパク質は近くの細胞（神経底板）に対し、左側決定因子として働くと同時に、同じ細胞で Lefty の発現を誘導する。Nodal の抑制因子である Lefty タンパク質は Nodal の右側への拡散を抑制して Nodal が働く場所を左側側板中胚葉に限定し、その活性時間も制限する。そのため非対称な Nodal や Lefty の発現が短期間で終了することになる。
Nodal シグナルを受け取った左側側板中胚葉は種々の臓器へと寄与し、各々の場所で左側に特徴的な形態を誘導する。非対称となる機構は臓器により異なり、もともと正中線上に位置した管が片側へ屈曲するために片側へ位置する胃や、分岐パターンが非対称になる肺、片側だけが消失する血管系などが知られる。Nodal によって発現が誘導される転写因子 Pitx2 が非対称な形態形成を制御するが、詳細は不明である。
ヒトの右脳および左脳には機能的な偏りがあり、形態的にもシナプスの形状が左右で異なる。また、魚類では Nodal は左側側板中胚葉だけでなく左側間脳にもシグナルを伝達し、手綱核の左右差を決定する。
無脊椎動物でも比較的脊椎動物に近縁な棘皮動物のウニや尾索動物のホヤでも、Nodal、Lefty、Pitx2 が左右非対称性を生じさせるが、対称性を破る機構は未解明である。

### 節足動物
ショウジョウバエでは、ある種のミオシンタンパク質の働きによる細胞の形態のゆがみに起因して消化管が非対称な形態をとる。

### 軟体動物

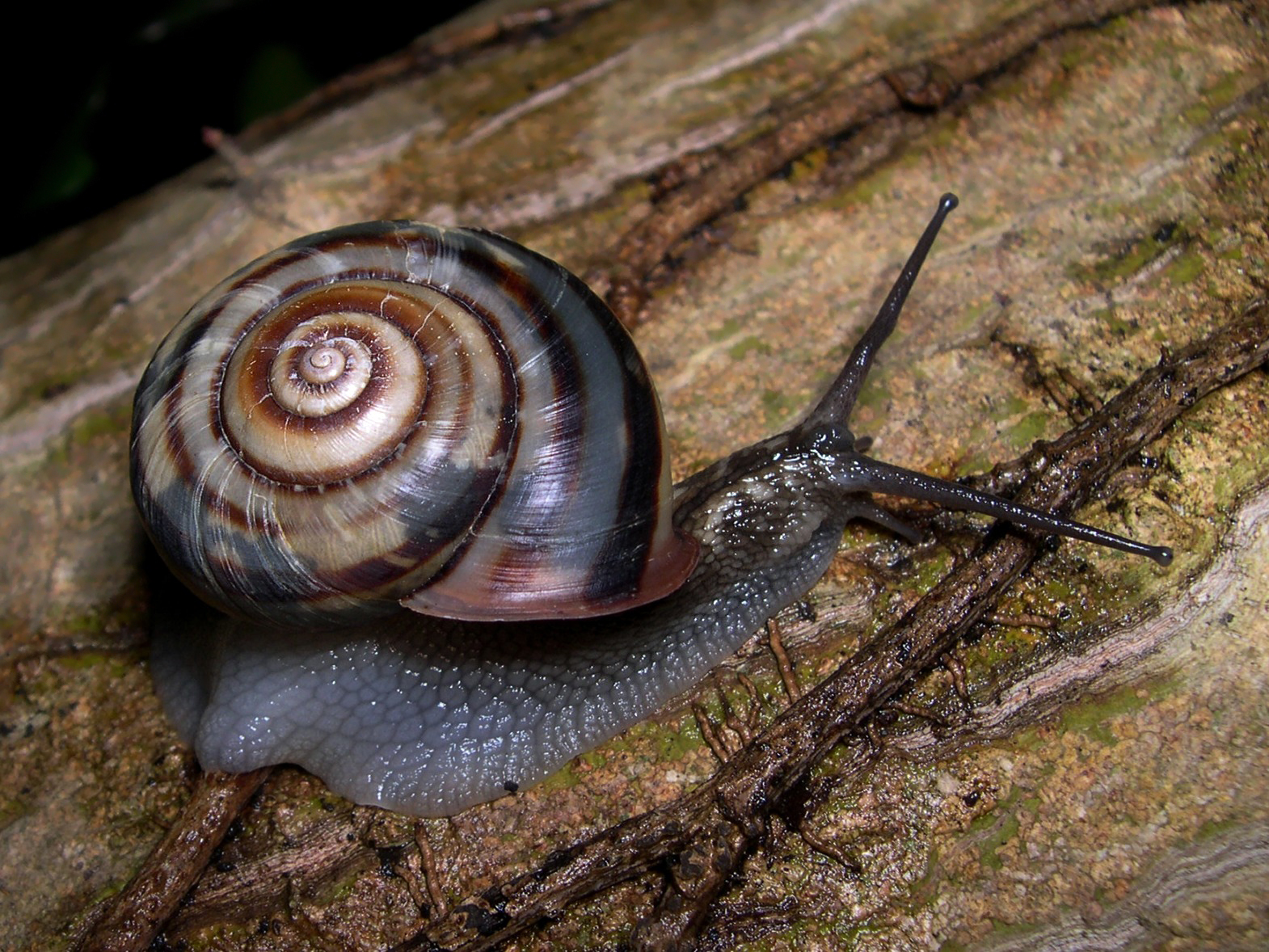
ミスジマイマイ （柄眼類）

腹足類では殻の巻く方向が4細胞期から8細胞期（第3卵割）の卵割様式（螺旋卵割の方向）に依存してNodalやPitx2などの因子の制御により左巻きか右巻きかが変化する。
有肺類の右巻種と左巻種では、螺旋卵割が左右逆に進行し、割球配置が左右逆になる。割球配置に依存して以降の発生が互いに左右逆に進行する結果、内臓を含め体中の構造全てが左右逆になる。この卵割の左右極性は核の1遺伝子の母性効果で決まり、右巻、左巻それぞれが顕性の系統がある。顕性の右巻対立遺伝子と潜性の左巻対立遺伝子がある場合、顕性ホモおよびヘテロの産む卵は顕性の右巻遺伝子の転写産物を持つため右巻となり、潜性ホモの産む卵は持たないため左巻となる。
淡水生有肺類（基眼類）では、左巻祖先で重複し2個になった diaph 遺伝子が右巻遺伝子として機能し、右側系統が派生した。右巻のタケノコモノアラガイ Lymnaea stagnalis では、そのうちパラログがフレームシフト変異で転写されずオルソログだけが発現すると、潜性の左巻遺伝子として機能する。陸生有肺類（柄眼類）のマイマイ属 Euhadra では、右巻祖先が放散進化する過程で左巻への鏡像進化が1回生じ、その左巻系統から右巻種が繰り返し誕生した。左巻のキセルガイ科でも右巻への鏡像進化が繰り返し生じており、左巻種のフタヒダギセル Balea biplicata で生じた右巻変異は潜性である。
巻貝の交尾器は体側にあるため、右巻と左巻の交尾は困難である。他の要因がなければ多数派と交尾できない逆巻の変異は頻度依存淘汰により集団から消失するが、母性遺伝のため、右巻が多い集団では潜性ホモの子はヘテロ同士の交配で生まれることが多く、その場合は右巻に発生する。右巻の潜性ホモは交尾上不利ではない上、左巻だけを産む。陸生巻貝は移動性が低く、小集団が隔離されやすいため、遺伝的浮動が生じやすい。右巻きの捕食に特化した天敵や種間交雑による繁殖干渉を避けるうえで、逆巻が有利な場合があり、いずれかの要因で逆巻が繁殖個体の半数を超えれば交尾上有利に転じ、集団は逆巻に固定する。
螺旋卵割の左右反転は交尾器の位置や巻く方向を逆にするため、常時正逆交尾で繁殖する柄眼類では、同一種であっても右巻と左巻は交尾できない。その集団を逆巻に固定する（異所的）だけで交尾前隔離が完成するため、1遺伝子のみでの種分化、単一遺伝子種分化が起こる。逆巻が繁殖上有利な環境では、左右極性は適応と生殖隔離の両方をもたらすマジックトレイトとなる。
また、内臓逆位の系統は普通、左右相称動物では進化していない（ホモキラリティルール）が、巻貝では内臓逆位の逆巻系統が繰り返し進化した。一次左右性（初期発生および内臓の左右極性）と二次左右性（巻き方向）がどちらも反転した状態を正旋と呼び、一次左右性はそのままで巻きを増やす背腹方向のみ変えるだけで逆巻に進化した状態を過旋と呼び、巻貝にはどちらも存在する。

## 有軸型・無軸型
生物の基本形態をその軸性や極性、相称性によって分ける場合、軸設定のできるような型を有軸型（ゆうじくけい、独: Axonia）と呼ぶ。エルンスト・ヘッケルによると、それに対し不相称なもの（海綿・アメーバ）を無軸型（むじくけい、独: Anaxonia）と呼ぶ。
有軸型は以下のように分けられる。
同軸型 (独: Homaxonia)
球形で、内部の1点、球の中心を通ってあらゆる方向に同種の軸を想定できる型。普通相称 (universal symmetry) とも。ヤコウチュウ、ボルボックス Volvox など。
異軸型 (独: Heteraxonia)
一つの軸を想定できるもの。
単軸型 (独: Monaxonia)
楕円・円筒・円錐など一つの主軸を中心とする回転体に当たる型。単軸型を異軸型と同義とし、単軸型を多相称 (polysymmetry) として交軸型の相称と並べることもあるが、螺旋性のものが無軸型に区分されてしまう。ゾウリムシ、キノコ など。
交軸型 (独: Stauraxonia)
主軸とそれに交わる副軸を想定できるもの。放射相称、二放射相称、左右相称などを含む。

## 植物の軸性
植物も軸性を持つ。維管束植物では一般的に茎の中央を通る上下軸が主軸となる。
また、植物でも葉などは背腹性を持つが、ある軸に対する側生器官（葉、側根、腋芽、枝など）について、原基の段階でのシュート頂に対する関係を向背軸とみて、軸に向かう方を向軸（こうじく、adj. adaxial）、その反対を背軸（はいじく、adj. abaxial）と呼ぶ。例えば葉の場合、いわゆる表側の面が向軸面（こうじくめん、adaxial surface）で、裏側の面が背軸面（はいじくめん、abaxial surface）である。また、背腹性のある着生種では、動物と同様、基質に対する面を腹面、遊離面を背面と看做す。